# Accrington Stanley FC (1891)
Accrington Stanley FC (celým názvem: Accrington Stanley Football Club) byl anglický fotbalový klub, který sídlil ve městě Accrington v nemetropolitním hrabství Lancashire. Založen byl v roce 1891. V roce 1921 byl přijat do Football League, kde setrval až do roku 1962, poté, co se klub v průběhu sezóny ze soutěže odhlásil. Klub byl po odhlášení z Football League přijat do Lancashire Combination, kde začal v nejnižší divizi. V roce 1966 zbankrotoval a byl následně zlikvidován. Po zániku byl ve městě v roce 1968 založen klub stejného názvu. Klubové barvy byly červená a bílá.
Své domácí zápasy odehrával na stadionu Peel Park s kapacitou 9 000 diváků.

## Úspěchy v domácích pohárech
Zdroj: 
- FA Cup
  - 4. kolo: 1926/27, 1936/37, 1958/59
- EFL Cup
  - 1. kolo: 1960/61, 1961/62

## Umístění v jednotlivých sezonách
Stručný přehled
Zdroj: 
- 1900–1903: Lancashire Combination
- 1903–1915: Lancashire Combination (Division One)
- 1919–1921: Lancashire Combination
- 1921–1958: Football League Third Division North
- 1958–1960: Football League Third Division
- 1960–1962: Football League Fourth Division
- 1962–1964: Lancashire Combination (Division Two)
- 1964–1965: Lancashire Combination (Division One)
- 1965–1966: Lancashire Combination (Division Two)

Jednotlivé ročníky
Zdroj: 
Legenda: Z - zápasy, V - výhry, R - remízy, P - porážky, VG - vstřelené góly, OG - obdržené góly, +/- - rozdíl skóre, B - body, červené podbarvení - sestup, zelené podbarvení - postup, fialové podbarvení - reorganizace, změna skupiny či soutěže
| Anglie (1900 – 1966)                                      |                                       |        |                                                            |                                                            |                                                            |                                                            |                                                            |                                                            |                                                            |                                                            |        |
| Sezóny                                                    | Liga                                  | Úroveň | Z                                                          | V                                                          | R                                                          | P                                                          | VG                                                         | OG                                                         | +/-                                                        | B                                                          | Pozice |
| 1900/01                                                   | Lancashire Combination                | –      | 34                                                         | 17                                                         | 2                                                          | 15                                                         | 55                                                         | 51                                                         | +4                                                         | 36                                                         | 9.     |
| 1901/02                                                   | Lancashire Combination                | –      | 34                                                         | 21                                                         | 5                                                          | 8                                                          | 79                                                         | 48                                                         | +31                                                        | 47                                                         | 3.     |
| 1902/03                                                   | Lancashire Combination                | –      | 34                                                         | 26                                                         | 2                                                          | 6                                                          | 114                                                        | 36                                                         | +78                                                        | 54                                                         | 1.     |
| 1903/04                                                   | Lancashire Combination (Division One) | –      | 34                                                         | 24                                                         | 4                                                          | 6                                                          | 89                                                         | 36                                                         | +53                                                        | 52                                                         | 2.     |
| 1904/05                                                   | Lancashire Combination (Division One) | –      | 34                                                         | 16                                                         | 5                                                          | 13                                                         | 57                                                         | 55                                                         | +2                                                         | 37                                                         | 7.     |
| 1905/06                                                   | Lancashire Combination (Division One) | –      | 38                                                         | 22                                                         | 10                                                         | 6                                                          | 88                                                         | 33                                                         | +55                                                        | 54                                                         | 1.     |
| 1906/07                                                   | Lancashire Combination (Division One) | –      | 38                                                         | 18                                                         | 7                                                          | 13                                                         | 76                                                         | 60                                                         | +16                                                        | 43                                                         | 5.     |
| 1907/08                                                   | Lancashire Combination (Division One) | –      | 38                                                         | 16                                                         | 9                                                          | 13                                                         | 77                                                         | 66                                                         | +11                                                        | 41                                                         | 7.     |
| 1908/09                                                   | Lancashire Combination (Division One) | –      | 38                                                         | 15                                                         | 6                                                          | 17                                                         | 88                                                         | 87                                                         | +1                                                         | 36                                                         | 12.    |
| 1909/10                                                   | Lancashire Combination (Division One) | –      | 38                                                         | 21                                                         | 9                                                          | 8                                                          | 71                                                         | 62                                                         | +9                                                         | 47                                                         | 3.     |
| 1910/11                                                   | Lancashire Combination (Division One) | –      | 38                                                         | 15                                                         | 8                                                          | 15                                                         | 82                                                         | 78                                                         | +4                                                         | 38                                                         | 7.     |
| 1911/12                                                   | Lancashire Combination (Division One) | –      | 32                                                         | 12                                                         | 6                                                          | 14                                                         | 70                                                         | 66                                                         | +4                                                         | 30                                                         | 9.     |
| 1912/13                                                   | Lancashire Combination (Division One) | –      | 34                                                         | 21                                                         | 3                                                          | 10                                                         | 75                                                         | 54                                                         | +21                                                        | 45                                                         | 2.     |
| 1913/14                                                   | Lancashire Combination (Division One) | –      | 34                                                         | 15                                                         | 8                                                          | 11                                                         | 76                                                         | 65                                                         | +11                                                        | 38                                                         | 7.     |
| 1914/15                                                   | Lancashire Combination (Division One) | –      | 32                                                         | 15                                                         | 7                                                          | 10                                                         | 75                                                         | 59                                                         | +16                                                        | 37                                                         | 6.     |
| V letech 1915 až 1918 se nehrála žádná pravidelná soutěž. |                                       |        |                                                            |                                                            |                                                            |                                                            |                                                            |                                                            |                                                            |                                                            |        |
| 1919/20                                                   | Lancashire Combination                | –      | 34                                                         | 18                                                         | 4                                                          | 12                                                         | 86                                                         | 73                                                         | +13                                                        | 40                                                         | 7.     |
| 1920/21                                                   | Lancashire Combination                | –      | 34                                                         | 16                                                         | 9                                                          | 9                                                          | 63                                                         | 41                                                         | +22                                                        | 41                                                         | 6.     |
| 1921/22                                                   | Third Division North                  | 3      | 38                                                         | 19                                                         | 3                                                          | 16                                                         | 73                                                         | 57                                                         | +16                                                        | 41                                                         | 5.     |
| 1922/23                                                   | Third Division North                  | 3      | 38                                                         | 17                                                         | 7                                                          | 14                                                         | 59                                                         | 65                                                         | -6                                                         | 41                                                         | 13.    |
| 1923/24                                                   | Third Division North                  | 3      | 42                                                         | 16                                                         | 8                                                          | 18                                                         | 48                                                         | 61                                                         | -13                                                        | 40                                                         | 13.    |
| 1924/25                                                   | Third Division North                  | 3      | 42                                                         | 15                                                         | 8                                                          | 19                                                         | 60                                                         | 72                                                         | -12                                                        | 38                                                         | 17.    |
| 1925/26                                                   | Third Division North                  | 3      | 42                                                         | 17                                                         | 3                                                          | 22                                                         | 81                                                         | 105                                                        | -24                                                        | 37                                                         | 18.    |
| 1926/27                                                   | Third Division North                  | 3      | 42                                                         | 10                                                         | 7                                                          | 25                                                         | 62                                                         | 98                                                         | -36                                                        | 27                                                         | 21.    |
| 1927/28                                                   | Third Division North                  | 3      | 42                                                         | 18                                                         | 8                                                          | 16                                                         | 76                                                         | 67                                                         | +9                                                         | 44                                                         | 9.     |
| 1928/29                                                   | Third Division North                  | 3      | 42                                                         | 13                                                         | 8                                                          | 21                                                         | 68                                                         | 82                                                         | -14                                                        | 34                                                         | 18.    |
| 1929/30                                                   | Third Division North                  | 3      | 42                                                         | 14                                                         | 9                                                          | 19                                                         | 84                                                         | 81                                                         | +3                                                         | 37                                                         | 16.    |
| 1930/31                                                   | Third Division North                  | 3      | 42                                                         | 15                                                         | 9                                                          | 18                                                         | 84                                                         | 108                                                        | -24                                                        | 39                                                         | 13.    |
| 1931/32                                                   | Third Division North                  | 3      | 40                                                         | 15                                                         | 6                                                          | 19                                                         | 75                                                         | 80                                                         | -5                                                         | 36                                                         | 14.    |
| 1932/33                                                   | Third Division North                  | 3      | 42                                                         | 15                                                         | 10                                                         | 17                                                         | 78                                                         | 76                                                         | +2                                                         | 40                                                         | 13.    |
| 1933/34                                                   | Third Division North                  | 3      | 42                                                         | 13                                                         | 7                                                          | 22                                                         | 65                                                         | 101                                                        | -36                                                        | 33                                                         | 20.    |
| 1934/35                                                   | Third Division North                  | 3      | 42                                                         | 12                                                         | 10                                                         | 20                                                         | 63                                                         | 89                                                         | -26                                                        | 34                                                         | 18.    |
| 1935/36                                                   | Third Division North                  | 3      | 42                                                         | 17                                                         | 8                                                          | 17                                                         | 63                                                         | 72                                                         | -9                                                         | 42                                                         | 9.     |
| 1936/37                                                   | Third Division North                  | 3      | 42                                                         | 16                                                         | 9                                                          | 17                                                         | 76                                                         | 69                                                         | +7                                                         | 41                                                         | 13.    |
| 1937/38                                                   | Third Division North                  | 3      | 42                                                         | 11                                                         | 7                                                          | 24                                                         | 45                                                         | 75                                                         | -30                                                        | 29                                                         | 22.    |
| 1938/39                                                   | Third Division North                  | 3      | 42                                                         | 7                                                          | 6                                                          | 29                                                         | 49                                                         | 103                                                        | -54                                                        | 20                                                         | 22.    |
| V letech 1939 až 1945 se nehrála žádná pravidelná soutěž. |                                       |        |                                                            |                                                            |                                                            |                                                            |                                                            |                                                            |                                                            |                                                            |        |
| 1946/47                                                   | Third Division North                  | 3      | 42                                                         | 14                                                         | 4                                                          | 24                                                         | 56                                                         | 92                                                         | -36                                                        | 32                                                         | 20.    |
| 1947/48                                                   | Third Division North                  | 3      | 42                                                         | 20                                                         | 6                                                          | 16                                                         | 62                                                         | 59                                                         | +3                                                         | 46                                                         | 6.     |
| 1948/49                                                   | Third Division North                  | 3      | 42                                                         | 12                                                         | 10                                                         | 20                                                         | 55                                                         | 64                                                         | -9                                                         | 34                                                         | 20.    |
| 1949/50                                                   | Third Division North                  | 3      | 42                                                         | 16                                                         | 7                                                          | 19                                                         | 57                                                         | 62                                                         | -5                                                         | 39                                                         | 13.    |
| 1950/51                                                   | Third Division North                  | 3      | 46                                                         | 11                                                         | 10                                                         | 25                                                         | 42                                                         | 101                                                        | -59                                                        | 32                                                         | 23.    |
| 1951/52                                                   | Third Division North                  | 3      | 46                                                         | 10                                                         | 12                                                         | 24                                                         | 61                                                         | 92                                                         | -31                                                        | 32                                                         | 22.    |
| 1952/53                                                   | Third Division North                  | 3      | 46                                                         | 8                                                          | 11                                                         | 27                                                         | 39                                                         | 89                                                         | -50                                                        | 27                                                         | 24.    |
| 1953/54                                                   | Third Division North                  | 3      | 46                                                         | 16                                                         | 10                                                         | 20                                                         | 66                                                         | 74                                                         | -8                                                         | 42                                                         | 15.    |
| 1954/55                                                   | Third Division North                  | 3      | 46                                                         | 25                                                         | 11                                                         | 10                                                         | 96                                                         | 67                                                         | +29                                                        | 61                                                         | 2.     |
| 1955/56                                                   | Third Division North                  | 3      | 46                                                         | 25                                                         | 9                                                          | 12                                                         | 92                                                         | 57                                                         | +35                                                        | 59                                                         | 3.     |
| 1956/57                                                   | Third Division North                  | 3      | 46                                                         | 25                                                         | 8                                                          | 13                                                         | 95                                                         | 64                                                         | +31                                                        | 58                                                         | 3.     |
| 1957/58                                                   | Third Division North                  | 3      | 46                                                         | 25                                                         | 9                                                          | 12                                                         | 83                                                         | 61                                                         | +22                                                        | 59                                                         | 2.     |
| 1958/59                                                   | Third Division                        | 3      | 46                                                         | 15                                                         | 12                                                         | 19                                                         | 71                                                         | 87                                                         | -16                                                        | 42                                                         | 19.    |
| 1959/60                                                   | Third Division                        | 3      | 46                                                         | 11                                                         | 5                                                          | 30                                                         | 57                                                         | 123                                                        | -66                                                        | 27                                                         | 24.    |
| 1960/61                                                   | Fourth Division                       | 4      | 46                                                         | 16                                                         | 8                                                          | 22                                                         | 74                                                         | 88                                                         | -14                                                        | 40                                                         | 18.    |
| 1961/62                                                   | Fourth Division                       | 4      | Klub se odhlásil v průběhu sezóny, výsledky byly anulovány | Klub se odhlásil v průběhu sezóny, výsledky byly anulovány | Klub se odhlásil v průběhu sezóny, výsledky byly anulovány | Klub se odhlásil v průběhu sezóny, výsledky byly anulovány | Klub se odhlásil v průběhu sezóny, výsledky byly anulovány | Klub se odhlásil v průběhu sezóny, výsledky byly anulovány | Klub se odhlásil v průběhu sezóny, výsledky byly anulovány | Klub se odhlásil v průběhu sezóny, výsledky byly anulovány | –.     |
| 1962/63                                                   | Lancashire Combination (Division Two) | –      | 38                                                         | 19                                                         | 7                                                          | 12                                                         | 99                                                         | 66                                                         | +33                                                        | 45                                                         | 8.     |
| 1963/64                                                   | Lancashire Combination (Division Two) | –      | 34                                                         | 23                                                         | 6                                                          | 5                                                          | 90                                                         | 40                                                         | +50                                                        | 52                                                         | 1.     |
| 1964/65                                                   | Lancashire Combination (Division One) | –      | 42                                                         | 7                                                          | 4                                                          | 31                                                         | 48                                                         | 127                                                        | -79                                                        | 18                                                         | 21.    |
| 1965/66                                                   | Lancashire Combination (Division Two) | –      | Klub se odhlásil v průběhu sezóny, výsledky byly anulovány | Klub se odhlásil v průběhu sezóny, výsledky byly anulovány | Klub se odhlásil v průběhu sezóny, výsledky byly anulovány | Klub se odhlásil v průběhu sezóny, výsledky byly anulovány | Klub se odhlásil v průběhu sezóny, výsledky byly anulovány | Klub se odhlásil v průběhu sezóny, výsledky byly anulovány | Klub se odhlásil v průběhu sezóny, výsledky byly anulovány | Klub se odhlásil v průběhu sezóny, výsledky byly anulovány | –.     |